# A Imprensa (1885)

A Imprensa : revista cientifica, literária e artística saiu a público entre 1885 e 1891, com periodicidade quinzenal, sob a direção de Afonso Vargas, que deixou clara a orientação socialista conservadora  da revista . O conteúdo apresenta-se variado,  circulando à volta da poesia, contos, críticas literárias, traduções e publicação de autores nacionais e estrangeiros. Também aborda questões sociais (nomeadamente as laborais), históricas, filosóficas, científicas, atualidade, arte, cultura e ciência. Como colaboradores desta revista, juntam-se a Afonso Vargas os nomes de Albertina Paraíso, Silva Pereira, Brito Aranha, Marcelino Mesquita, Ramalho Ortigão, Eça de Queiroz, Guerra Junqueiro, Leite de Vasconcelos, Latino Coelho, Eusébio Leão entre outros.